# Ricardo Allen
Ricardo Jamal Allen (* 18. Dezember 1991 in Daytona Beach, Florida) ist ein ehemaliger US-amerikanischer American-Football-Spieler auf der Position des Safeties in der National Football League (NFL). Er spielte von 2014 bis 2020 für die Atlanta Falcons und stand 2021 bei den Cincinnati Bengals unter Vertrag.

## Frühe Jahre
Allen ging in seiner Geburtsstadt Daytona Beach auf die Highschool. Ab dem 16. Oktober 2009 ging er auf die Purdue University, um College Football für die Purdue Boilermakers zu spielen.

## NFL
Allen wurde im NFL-Draft 2014 in der fünften Runde an 147. Stelle von den Atlanta Falcons ausgewählt. Am 18. Mai 2014 unterschrieb er bei den Falcons einen Vierjahresvertrag. Am 16. Dezember 2014 wurde er aus dem Practice Squad in den 53-Mann-Kader berufen. Er absolvierte jedoch kein Spiel in der Saison 2014. Doch bereits eine Saison später avancierte er zum Stammspieler auf der Position des Free Safety. In seinem ersten Spiel gegen die Philadelphia Eagles am ersten Spieltag der Saison 2015 gelang ihm seine erste Interception in der NFL. Bis zum Ende der Saison folgten noch zwei weitere Interceptions. Auch in der Saison 2016 war Allen auf seiner Position gesetzt. Er absolvierte alle 16 Saisonspiele als Starter und erreichte mit den Falcons den Super Bowl LI, welcher aber mit 28:34 gegen die New England Patriots verloren wurde. In der Saison 2018 verletzte sich Allen am dritten Spieltag im Spiel gegen die New Orleans Saints, so dass die Saison für ihn beendet war. Im Februar 2021 entließen die Falcons Allen.
Im März 2021 nahmen die Cincinnati Bengals Allen für ein Jahr unter Vertrag. Mit den Bengals erreichte er den Super Bowl LVI, welchen sie mit 20:23 gegen die Los Angeles Rams verloren. Am 20. Februar 2022 verkündete er seinen Rücktritt vom Profisport.